# Balconing
Balconing (eingedeutscht auch Balkoning) steht für Balkonspringen, eine hoch risikobehaftete Betätigung, bei der, zumeist in Hotelanlagen, von Balkon zu Balkon oder von einem Balkon, aus Fenstern oder auch von Dächern versucht wird, in den Pool zu springen. Das Balconing ist vom urbanen Parkour zu unterscheiden, bei dem Balkone und andere Architekturelemente genutzt werden (Saut de détente/fond), bei dem aber Risikominimierung und Beherrschung der Sprungtechnik im Zentrum stehen.

## Geschichte
Der Ausdruck Balconing ist eine Wortbildung aus englisch balcony und dem Suffix –ing. Sie folgt damit ähnlichen Bezeichnungen für neue Trendsportarten wie etwa Canyoning, Canoeing oder Ballooning.
Anders als in Presse und Fernsehen häufig dargestellt, ist dieses Verhalten nicht neu und tritt auch nicht nur auf den Balearen-Inseln auf. Es hat dort nur wegen der spektakulären Unfälle seit 2010 eine erhöhte öffentliche Aufmerksamkeit gefunden.
Es ist literarisch belegt, dass bereits Mitte des 20. Jahrhunderts die Münsteraner Studenten aus 5–7 Metern Höhe von der Eisenbrücke der Ems in den relativ seichten stillgelegten Kanalarm sprangen, Jugendliche sich von überhängenden Baumästen in den Baggersee stürzten und Kinder mit einem aufgespannten Regen- oder Sonnenschirm aus einem höheren Stockwerk oder von einem Balkon herabsprangen. Der viel gelesene und mehrfach (1954, 1973, 2003) verfilmte Bestseller Das fliegende Klassenzimmer von Erich Kästner spricht das Phänomen und seine Problematik bereits im Jahre 1933 an: Kästner lässt den sich seiner Feigheit schämenden 14-jährigen Uli einen „Fallschirmsprung“ mit einem Regenschirm von einem hohen Klettergerüst durchführen, um seinen Klassenkameraden zu imponieren. Dabei zieht er sich schwere Verletzungen zu, gewinnt aber an hoher Achtung in der Peergroup. Kästner kommentiert die Szene mit dem berühmt gewordenen Satz: „Erst wenn die Mutigen klug und die Klugen mutig geworden sind, wird das zu spüren sein, was irrtümlicherweise schon oft festgestellt wurde, ein Fortschritt der Menschheit“ (1973, Seite 16).
Diese Vorläufer des Balconing werden in der Szene heute als Wild Balconing bezeichnet. Auf der Internetplattform YouTube finden sich dazu dokumentierte Sprünge vom Dach einer Hotelruine in der Bretagne in den unterhalb liegenden Fluss oder Fenstersprünge in den tiefen Schnee aus Russland. Aus Australien wurden Todesopfer beim Balconing gemeldet.
Das unter der Bezeichnung Balconing etablierte Imponierverhalten ist einer größeren Öffentlichkeit etwa seit 2003 bekannt. Die ersten Internetauftritte in YouTube lassen sich auf das Jahr 2008 zurückverfolgen. Neu ist hierbei die Verlagerung des Abenteuers in die Hotelgelände der Urlaubsgebiete mit ihren Reihenbalkonen und Swimmingpools und eine entsprechende begriffliche Fixierung. Neu ist auch die erhöhte Risikobereitschaft nach Zechgelagen und Drogenkonsum (flat-rate-partys), was allein auf Mallorca und Ibiza in zwei Jahren zu über einem Dutzend Todesfällen und mehr als dreißig Schwerstverletzten führte. Die spanischen Behörden haben darauf mit einer Warnung an die Hoteliers und Urlaubsveranstalter reagiert.
Die hoch riskanten Sprünge werden inzwischen mit Bußgeldern bis zu 1500 € sowie einem Hotelverweis geahndet.

## Varianten
Neben altbekannten Formen, sich mit einem Schirm oder aufgespanntem Betttuch in die Tiefe fallen zu lassen, versuchen heutige Jugendliche, den Aufschlag auf den Grund des Pools durch die Mitnahme von aufblasbaren Plastikenten oder Ringen zu dämpfen. Andere verkomplizieren ihre Sprünge zu artistischen Spielen, indem sie diese als Salti, Drehsprünge oder Kombinationssprünge mit Partnern ausführen. Während des Falls werden bisweilen auch akrobatische Einlagen mit Ballzuspiel und Korbwürfen gestaltet, wie die Videowiedergaben auf den Internetforen YouTube und Facebook zeigen.

## Gefährdungsrisiko
Im Gegensatz zu den älteren Sprungformen, die in der Regel in nüchternem Zustand und unter rationaler Planung stattfanden, hat sich das Verletzungsrisiko vor allem durch die Praxis des vorherigen Alkohol- und Drogenkonsums dramatisch erhöht. Die spektakulären Mutveranstaltungen finden meistens nach durchzechter Nacht statt. Die dadurch stark eingeschränkte Wahrnehmungs-, Koordinations- und Urteilsfähigkeit sowie die herabgesetzte Angstschwelle verführen zu unangemessenen und nicht mehr verantwortbaren Wagstücken. Die Presse berichtete von Balkonsprüngen aus dem zehnten Stockwerk in den Pool. Die Videos im Internet dokumentieren deutliche Koordinationsschwächen und Fehleinschätzungen. Die Folgen sind zu kurze Sprünge, die teilweise auf dem Poolrand landen und mit Knochenbrüchen, Querschnittlähmungen oder Genickbruch enden können.

## Einzelbelege
1. ↑  Frankfurter Rundschau vom 13. September 2010.
2. ↑  Focus online, 7. Oktober 2010
3. ↑  Stern, 12. August 2010
4. ↑  Die Welt vom 12. August 2010
5. ↑  Hamburger Abendblatt vom 25. Juni 2012
6. ↑  kandidat zum anglizismus des jahres: balconing. In: lexikographieblog. 14. Januar 2011, abgerufen am 15. November 2024.
7. ↑  Warwitz, S.A.: Sinnsuche im Wagnis. Erklärungsmodelle für grenzüberschreitendes Verhalten. 2., erw. Aufl., Verlag Schneider, Baltmannsweiler 2016, S. 6–8
8. ↑  Erich Kästner: Ulis Mutprobe. In: Das fliegende Klassenzimmer (1933). Verlag Dressler, 154. Auflage, Hamburg 1998, S. 110–127
9. ↑  Hamburger Abendblatt vom 25. Juni 2012
10. ↑  Theguardian (Madrid) vom 11. August 2010: Spanish authorities warn holidaymakers of ‚balconing’ dangers.
11. ↑  Juan José Segura-Sampedro, Cristina Pineño-Flores, Jose María García-Pérez, Patricia Jiménez-Morillas, Rafael Morales-Soriano: Balconing: An alcohol-induced craze that injures tourists. Characterization of the phenomenon. In: Injury. Band 48, Nr. 7, Juli 2017, ISSN 1879-0267, S. 1371–1375, doi:10.1016/j.injury.2017.03.037, PMID 28377264.
12. ↑  Urlaubstrend "Balconing": Wieder ein Toter bei versuchtem Sprung in Hotel-Pool - Video. In: FOCUS Online. Archiviert vom Original am 22. Juni 2018; abgerufen am 15. November 2024.